# Stefan Beuse
Stefan Beuse, né le 31 janvier 1967 à  Schwäbisch Hall dans le Bade-Wurtemberg, est un écrivain allemand.

## Biographie
Après l'Abitur il travailla pour différentes publications comme Die Zeit ou Die Welt. Il a gagné divers prix comme le Literaturförderpreis der Stadt Hamburg. 
Il vit avec sa famille à Hambourg.

## Œuvres
- Wir schießen Gummibänder zu den Sternen, Leipzig: Reclam 1997
- Kometen, Köln: Kiepenheuer und Witsch 2000
- Gebrauchsanweisung für Hamburg, München: Piper 2001
- Die Nacht der Könige, München: Piper 2002
- Meeres Stille, München: Piper 2003
- Lautlos – sein letzter Auftrag, Frankfurt am Main: Fischer-Taschenbuch-Verlag 2004
- Alles was du siehst, München: Beck 2009

## Source
- (de) Cet article est partiellement ou en totalité issu de l’article de Wikipédia en allemand intitulé « Stefan Beuse » (voir la liste des auteurs).